# إليزابيث تشابلن
إليزابيث تشابلن (بالفرنسية: Élisabeth Chaplin)‏ هي رسامة فرنسية، ولدت في 1890 في فونتينبلو في فرنسا، وتوفيت في 1982 في فلورنسا في إيطاليا.